# Хипократ (тиран)
Хипократ (на старогръцки: Ἱπποκράτης) († 491 пр.н.е.) е тиран, който управлява сицилианския полис Гела в началото на 5 век пр.н.е. Той поема властта след като брат му Клеандър е убит през 498 г. пр.н.е. и така става вторият представител на т.нар. династия на Пантаридите, която носи името на неговия баща Пантар. По време на управлението на Хипократ Гела е в период на възход.

## Управление
Хипократ успява да събере мощна войска от елитна подбрана гвардия, кавалерия, пехота и отряд сикулски наемници, което му позволява да подчини почти цяла източна Сицилия. Воден от желанието за разширение на владенията си той сключва съюз с Агригентум и завладява Леонтини, Камарина, Катания, Наксос и Занкле.
Около 492 г. пр.н.е. той успява да разбие сиракузката войска при река Хелорус и да застраши с обсада Сиракуза, но посредством намесата на Коринт и Коркира между враждуващите е сключен мирен договор, според който сиракузците се отказват от Камарина в замяна на връщане на пленниците им. Въпреки този неуспех по времето на управлението на Хипократ Гела се превръща в най-силната и благоденстваща гръцка колония на острова.
Хипократ загива в бой със сикулите през 491 г. пр.н.е. Приживе той посочва за наследници двамата си синове Евклид и Клеандър, но те са изместени от командира на конницата Гелон, който става новият тиран на Гела и полага началото на нова династия.